# Една (Техас)
Една (англ. Edna) — місто (англ. city) в США, в окрузі Джексон штату Техас. Населення — 5987 осіб (2020).

## Географія
Една розташована за координатами 28°58′30″ пн. ш. 96°38′54″ зх. д. / 28.97500° пн. ш. 96.64833° зх. д. (28.975125, -96.648464).  За даними Бюро перепису населення США в 2010 році місто мало площу 10,71 км², з яких 10,71 км² — суходіл та 0,00 км² — водойми.

## Демографія
Згідно з переписом 2010 року, у місті мешкало 5499 осіб у 2054 домогосподарствах у складі 1381 родини. Густота населення становила 514 осіб/км².  Було 2509 помешкань (234/км²).
Расовий склад населення:
| - 72,7 % — білих - 14,7 % — чорних або афроамериканців - 0,5 % — корінних американців - 0,5 % — азіатів - 9,1 % — осіб інших рас |

До двох чи більше рас належало 2,6 %. Частка іспаномовних становила 34,0 % від усіх жителів.
За віковим діапазоном населення розподілялося таким чином: 27,4 % — особи молодші 18 років, 56,3 % — особи у віці 18—64 років, 16,3 % — особи у віці 65 років та старші. Медіана віку мешканця становила 36,6 року. На 100 осіб жіночої статі у місті припадало 90,6 чоловіків;  на 100 жінок у віці від 18 років та старших — 86,2 чоловіків також старших 18 років.
Середній дохід на одне домашнє господарство  становив 55 411 долар США (медіана — 50 647), а середній дохід на одну сім'ю — 63 383 долари (медіана — 56 006). Медіана доходів становила 48 250 доларів для чоловіків та 23 333 долари для жінок. За межею бідності перебувало 16,8 % осіб, у тому числі 21,3 % дітей у віці до 18 років та 8,6 % осіб у віці 65 років та старших.
Цивільне працевлаштоване населення становило 2216 осіб. Основні галузі зайнятості: освіта, охорона здоров'я та соціальна допомога — 17,4 %, виробництво — 17,0 %, сільське господарство, лісництво, риболовля — 12,2 %, будівництво — 10,2 %.